# ハワイ州道58号線
ハワイ州道58号線（ハワイしゅうどうごじゅうはちごうせん、英語: Hawaii Route 58）は、カウアイ島リフエに存在する、ハワイ州道50号線交点からナウィリウィリ港側のワパア・ロード（ハワイ州道51号線始点）までを結ぶ全長3.2キロメートルの道路である。

## 路線
58号線は、カウアイ島で有名なショッピングエリアの一つであるククイ・グローブ・ショッピングセンターの所にある50号線交点から始まる。58号線は別名ナウィリウィリ・ロードと呼ばれ、南東に向かうにつれて草で覆われた中央分離帯を失い、2車線の道路になる。道中にはグローブ・ファーム・ホームステッド・ミュージアムがある。58号線はワパア・ロードとの交差点で終点となり、51号線に接続する。58号線の南端終点からは、ニウマル・ロードを介してナウィリウィリ・ビーチパークとニウマル・ビーチパークへアクセスができる。

## 交差する道路
58号線は全線がカウアイ郡のリフエに属する。
| km  | 行き先                | 備考                       |
| --- | --------------------- | -------------------------- |
| 0.0 | ハワイ州道50号線      | 58号線の西端               |
| 3.4 | ハワイ州道51号線 北方 | 58号線東端および51号線南端 |